# 伊丘韋姆河

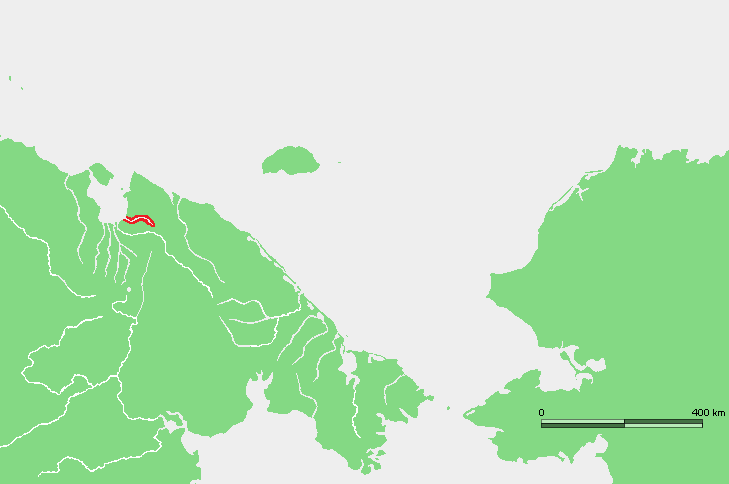

伊丘韋姆河是俄羅斯的河流，由楚科奇自治區負責管轄，河道全長154公里，流域面積2,950平方公里，河水主要來自雨水和融雪，最終注入東西伯利亞海的恰翁灣，每年十月至翌年六月結冰。

## 外部連結
- http://worldmaps.web.infoseek.co.jp/russia_guide.htm（页面存档备份，存于）
- Location[永久]
- Tourism and environment（页面存档备份，存于）

69°02′47″N 171°00′39″E / 69.0464°N 171.0108°E